# Рафаїл (ім'я)

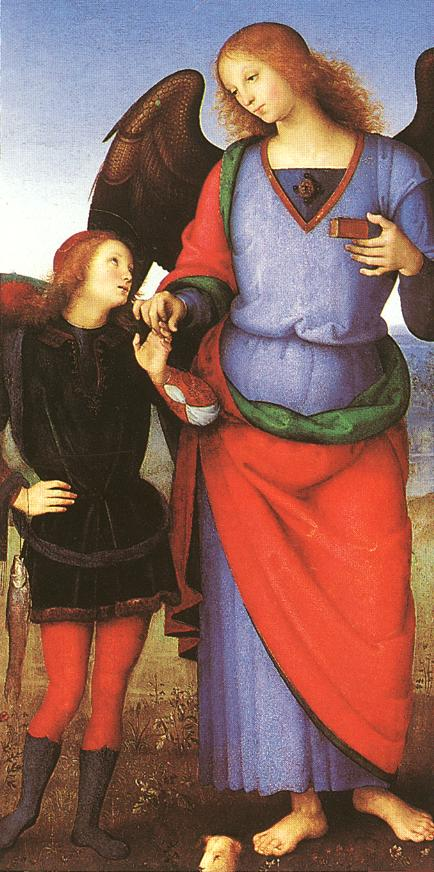
Архангел Рафаїл

Рафаї́л — це чоловіче особове ім'я біблійного походження від єврейського рафа-ель (івр. ‏רָפָאֵל), що означає ''зцілив Бог''. Існує рідковживана жіноча форма імені — Рафаїла.

## Написання імені Рафаїл різними мовами
- біл. Рафаіл
- болг., мак.,  і серб. Рафаил;
- укр. Рафаїл;
- ест. Raafael,
- дан., ісп., кат., норв., рум., угор., фін., хорв., чеськ. і швед. Rafael;
- нід. Rafaël,
- порт. Rafał ;
- італ. Raffaele;
- англ., лат. і нім. Raphael,
- фр. Raphaël,
- грец. Ραφαήλ;
- груз. რაფაელ;
- івр. רפאל;
- кит.: 拉斐尔;
- кор. 라파엘;
- там. ரபேல்;
- яп. ラファエル;

## Варіанти імені Рафаїл
- Рафаїл (значення)
- Рафаель (значення)
- Рафал Ольбінський (1943) — польський художник-неосюрреаліст, графік, ілюстратор.
- Рафал Тшасковський (1972) — польський політик та політолог, доктор гуманітарних наук, фахівець у галузі європейських справ.